# Mouvaux Lille Métropole Futsal
Maillots
Dernière mise à jour : 27 juin 2023.
Le Mouvaux Lille Métropole Futsal est un club de futsal fondé en 2007 et basé dans le département du Nord. Il disparaît en 2023, faute de moyens financiers.
Fondé en 2007 à Douai sous le nom de Douai Gayant Futsal, le club démarre au niveau départemental et accède rapidement à l'échelon régional. En 2012, il remporte une première fois le championnat de Division d'honneur, mais n'est pas retenu pour accéder en Championnat de France de futsal. Avec un second titre consécutif, il réussit à intégrer la nouvelle Division 2. L'équipe remporte, dès sa première saison, son groupe et accède en D1. Deuxième du championnat 2014-2015, Douai perd en demi-finale de la phase finale.
À la suite de difficultés financières, le club déménage à la Davo Pévèle Arena d'Orchies en 2016 et prend le nom de Orchies-Douai Futsal. Mais il est sanctionné pour fraude de licence de joueurs étrangers et relégué en D2 2017-2018. Après une saison de transition, la structure quitte définitivement la ville de Douai et est renommé Orchies Pévèle Futsal Club. L'équipe remporte l'intégralité de ses matchs de D2, une première dans l'histoire, et remonte dans l'élite. Lors de la D1 2019-2020, l'OPFC est deuxième du championnat à l'arrêt à cause de la Pandémie de Covid-19. À l'été 2020, le club doit quitter sa salle, s'installe à Mouvaux et prend le nom de Mouvaux Lille Métropole Futsal. Sous sa nouvelle identité, l'équipe obtient de nouvelles places de vice-champion. En 2021-22, l'équipe atteint sa première finale de Coupe de France, perdue en prolongation contre Nantes MF. Pour l'exercice 2022-2023, Mouvaux est quatrième et se qualifie pour le retour de la phase finale, dont elle est éliminée dès les demi-finales. Faute de moyens financiers, le club doit alors cesser son activité.

## Histoire

### Douai Gayant jusqu'en D1
Fin 2006, un groupe de jeunes joueurs issus des quartiers populaires de Douai décident de s’organiser en association, sous l’impulsion de Laouari Rezaiguia, pour créer le Douai Gayant Futsal en 2007.
L'équipe débute au niveau départemental, en district, et se hisse au celui de Ligue, pour arriver en Division d'honneur (DH).
L'arrivée de Nordine Benamrouche comme entraîneur en novembre 2011 signe un tournant. Avec les Douaisiens qui forment l'ossature de l'équipe et l'ajout d'internationaux français, Douai enchaîne les victoires et remporte le titre de champion de DH en mai 2012. Malheureusement, le club n'est pas retenu pour les six champions régionaux parmi les quinze ligues concernées pour accéder en championnat de France,.
Pour la saison 2012-2013, il y a huit montées au lieu de six, mais elles ne donnent accès qu'à la nouvelle Division 2, composée de deux groupes de dix. En DH, l'équipe connaît quatorze victoires en autant de journées et vise le 22 sur 22 pour se donner le maximum de chance de promotion. La montée est acquise. Elle réalise aussi un beau parcours en Coupe de France avec les éliminations de deux clubs nationaux, Bagneux et Faches-Thumesnil, et l'élimination par le Kremlin-Bicêtre United, futur finaliste, en huitième-de-finale.
En 2013-2014, le club intègre la nouvelle D2 nationale dont il remporte la poule Nord. Promu en D1 la saison suivante, l'équipe termine seconde de la phase régulière et s'incline en demi-finale de play-off pour sa première saison dans l'élite.
Fin 2015, bien que monté en D1 et performant sur le plan sportif, le club est fragile financièrement et en termes de structuration administrative. Le club « bricole » pour tenir ses engagements.
En mai 2016, le Douai Gayant Futsal est en grande difficulté et proche de la dissolution quand un accord est passée avec la ville d'Orchies, et son maire Dominique Bailly, pour y disputer les matchs de l'équipe fanion à la Davo Pévèle Arena. Le club est renommé Orchies-Douai Futsal. Deux équipes séniors, dont une composée uniquement de joueurs locaux et l’école de futsal demeurent au complexe sportif Gayant. Ces aménagements permettent au club de continuer à percevoir la subvention de la ville de Douai, sensiblement identique à la saison précédente, soit environ 80.000 euros.

### Changements de structures et instabilité
Lors de la saison 2016-2017, l'équipe est mise hors compétition du championnat et de la coupe nationale pour cette saison et la suivante, et se voit sanctionnée de 17 points en D1 puis rétrogradée au niveau régional pour utilisation frauduleuse de licence de joueurs étrangers. L'équipe doit ensuite déclarer forfait faute de joueurs et de dirigeants qui ont fait défection. Après avoir déclaré forfait avant un déplacement à Bastia, Orchies-Douai est donné perdant par pénalité de tous ses matchs disputés. Condamné à la relégation par cette décision rendue à quelques journées de la fin, le club se déclare en forfait général. Il est rétrogradé au niveau régional par la Fédération française de football. Saisi en urgence, le tribunal administratif de Lille se prononce pour le maintien des Jaune et Noir en Division 2 mais avec douze points de pénalité,.
Dans la poule A de Division 2 2017-2018, le club croise notamment l'ACCES, promu mais tenant du titre de la Coupe de France, et le voisin de Faches Futsal. Début 2018, un accord entre le club et la ville d'Orchies a signé pour que l'équipe première dispute ses matchs à la Pévèle Arena.
Lors de la saison 2018-2019, l'équipe remporte l'ensemble de ses dix-huit rencontres de Division 2, une première dans l’histoire du futsal en France, et remonte en D1. Le Brésilien Conrado Sampaio termine meilleur buteur du championnat, avec 47 buts inscrits, plus onze en Coupe de France, terminée en quart-de-finale face au Kremlin-Bicêtre futsal.
En tant que promu de la D1 2019-2020, à l'arrêt des compétitions en mars 2020 pour cause de pandémie de Covid-19, le club est deuxième du championnat avec seulement deux défaites concédées à l’extérieur, et qualifié pour les huitièmes de finale de la Coupe de France.
À l'été 2020, le club doit quitter sa salle, s'installe à Mouvaux et prend son nom actuel. En Division 1, Mouvaux bat l'ogre ACCS, favori du championnat, à domicile (4-2) et prend la tête de la compétition. Cela jusqu'au match retour face à Asnières-sur-Seine, perdu 5-1, qui permet à ACCS de repasser en tête. Le club des Hauts-de-Seine conserve cette position jusqu'à la fin du championnat et remporte le titre de champion de France,.
Lors de la saison 2021-2022, Mouvaux termine vice-champion pour la troisième saison consécutive,, à trois points du Sporting Paris. En Coupe de France, le MLMF est aussi sur la second marche, s'inclinant en finale contre le Nantes Métropole Futsal (5-4ap).
En 2022-2023, Mouvaux se qualifie pour la phase finale de Division 1, remise en place. Mais, en demi-finale, l'équipe ne peut luter contre l'Étoile lavalloise, futur champion qui domine toute la saison (défaites 4-6 et 9-1),. En Coupe nationale, l'équipe affronte aussi Laval en demi-finale, mais à la suite d'un décès et de la suspension de plusieurs joueurs, Mouvaux se déplace avec son équipe réserve chez l'Étoile lavalloise, qui fait respecter son statut de favoris (17-0).
Durant ce dernier exercice, le club rencontre des problèmes financiers. Début juin 2023, après la fin des compétitions, le club annonce devoir cesser son activité en raison de difficultés financières. « Ces succès ont été obtenus sans aucune aide ou subvention. En effet, nous sommes le seul club de division 1 à n’avoir reçu aucune subvention, que ce soit de la Métropole Européenne de Lille ou de toute autre entité, à l’exception de la Région » explique le président Abdelhak Ouafik. Peu après cette annonce, la DNCG sanctionne le club d'exclusion des championnats nationaux.

## Identité et image

### Évolution du nom
Le club est fondé sous le nom de « Douai Gayant Futsal ». Il est composé du nom de la ville, puis de Gayant, le géant porté qui symbolise la ville de Douai, et du nom du sport.
En mai 2016, le déménagement de l'équipe première à la Davo Pévèle Arena d'Orchies implique un changement de nom. Le Douai Gayant Futsal est mort et ressuscité sous le nom d'« Orchies-Douai Futsal ». Frédéric Chéreau, maire de Douai, précise alors : « il est important que Douai figure encore dans le nom du club pour la représentativité à l’échelle nationale ».
En 2018, le club quitte totalement la ville de Douai et installe toutes ses activités à la Pévèle Arena, dont elle prend le nom pour s'appeler « Orchies Pévèle Futsal Club ». La Pévèle est une partie de la Flandre romane.
Au terme de la saison 2019-2020, le « Orchies Pévèle FC » est prié de quitter la Contact Pévèle Arena. Après plusieurs contacts avec des villes nordistes, le club s'installe à Mouvaux, 25 km au nord, où il fusionne avec le club local. Le « Mouvaux Futsal » est créé en 2003 sous le nom de la « Jeunesse sportive mouvalloise » et fusionne en 2013 avec le « Wasquehal Futsal » et devient le MF. En 2019-2020, il évolue alors en Régional 2 et possède 250 licenciés. La nouvelle entité se voit attribuer un nouveau numéro d'affiliation par la Fédération française de football et prend le nom de « Mouvaux Lille Métropole Futsal ».
| Douai Gayant F. (2007-2016)   | Douai Gayant F. (2007-2016)  | Douai Gayant F. (2007-2016)  | Douai Gayant F. (2007-2016)  | Douai Gayant F. (2007-2016)  | Douai Gayant F. (2007-2016)  |                              |  | JS mouvalloise (2003-2013) | JS mouvalloise (2003-2013) | JS mouvalloise (2003-2013) | JS mouvalloise (2003-2013) | JS mouvalloise (2003-2013) | JS mouvalloise (2003-2013) |                            |                            | Wasquehal Futsal (????-2013) | Wasquehal Futsal (????-2013) | Wasquehal Futsal (????-2013) | Wasquehal Futsal (????-2013) | Wasquehal Futsal (????-2013) | Wasquehal Futsal (????-2013) |  |  |  |  |  |  |
| Douai Gayant F. (2007-2016)   | Douai Gayant F. (2007-2016)  | Douai Gayant F. (2007-2016)  | Douai Gayant F. (2007-2016)  | Douai Gayant F. (2007-2016)  | Douai Gayant F. (2007-2016)  |                              |  | JS mouvalloise (2003-2013) | JS mouvalloise (2003-2013) | JS mouvalloise (2003-2013) | JS mouvalloise (2003-2013) | JS mouvalloise (2003-2013) | JS mouvalloise (2003-2013) |                            |                            | Wasquehal Futsal (????-2013) | Wasquehal Futsal (????-2013) | Wasquehal Futsal (????-2013) | Wasquehal Futsal (????-2013) | Wasquehal Futsal (????-2013) | Wasquehal Futsal (????-2013) |  |  |  |  |  |  |
|                               |                              |                              |                              |                              |                              |                              |  |                            |                            |                            |                            |                            |                            |                            |                            |                              |                              |                              |                              |                              |                              |  |  |  |  |  |  |
| Orchies-Douai F. (2016-2018)  | Orchies-Douai F. (2016-2018) | Orchies-Douai F. (2016-2018) | Orchies-Douai F. (2016-2018) | Orchies-Douai F. (2016-2018) | Orchies-Douai F. (2016-2018) |                              |  |                            |                            |                            |                            |                            |                            | Mouvaux Futsal (2013-2020) | Mouvaux Futsal (2013-2020) | Mouvaux Futsal (2013-2020)   | Mouvaux Futsal (2013-2020)   | Mouvaux Futsal (2013-2020)   | Mouvaux Futsal (2013-2020)   |                              |                              |  |  |  |  |  |  |
| Orchies-Douai F. (2016-2018)  | Orchies-Douai F. (2016-2018) | Orchies-Douai F. (2016-2018) | Orchies-Douai F. (2016-2018) | Orchies-Douai F. (2016-2018) | Orchies-Douai F. (2016-2018) |                              |  |                            |                            |                            |                            |                            |                            | Mouvaux Futsal (2013-2020) | Mouvaux Futsal (2013-2020) | Mouvaux Futsal (2013-2020)   | Mouvaux Futsal (2013-2020)   | Mouvaux Futsal (2013-2020)   | Mouvaux Futsal (2013-2020)   |                              |                              |  |  |  |  |  |  |
| Orchies Pévèle FC (2018-2020) |                              |                              |                              |                              |                              |                              |  |                            |                            |                            |                            |                            |                            |                            |                            |                              |                              |                              |                              |                              |                              |  |  |  |  |  |  |
|                               |                              |                              |                              |                              |                              |                              |  |                            |                            |                            |                            |                            |                            |                            |                            |                              |                              |                              |                              |                              |                              |  |  |  |  |  |  |
|                               |                              |                              |                              |                              |                              |                              |  |                            |                            |                            |                            |                            |                            |                            |                            |                              |                              |                              |                              |                              |                              |  |  |  |  |  |  |
|                               |                              |                              |                              |                              |                              | Mouvaux Lille MF (2020-2023) |  |                            |                            |                            |                            |                            |                            |                            |                            |                              |                              |                              |                              |                              |                              |  |  |  |  |  |  |

### Évolution des couleurs
Le Douai Gayant Futsal prend le loup comme emblème et le jaune et noir comme couleurs. Lors du déménagement à Orchies en 2016, ces composantes sont conservées au travers d'un nouveau logo en forme d'écu. Ses bordures latérales sont noir. Le nom du « Orchies-Douai Futsal » est écrit en majuscule en haut, au-dessus d'une tête de loup de profil.
Lors du renommage du club en « Orchies Pévèle Futsal Club », la forme de bouclier est conservée mais la couleur dominante devient le bleu foncé. Le tour du logo est en jaune doré, puis blanc vers l'intérieur. Le cœur est rempli de la couleur principale. Le nom du club est conservé sur la partie haute avec « Orchies » sur une ligne écrit plus gros que les trois autres mots sur une seconde ligne en dessous. Le tout en majuscules blanches. Un lion cabré de profil vers la droite de couleur jaune doré est présent sur la moitié basse.
L'écusson du « Mouvaux Lille MF » est un mélange de celui du OPFC et du « Mouvaux Futsal » avec qui il fusionne. Celui de ce dernier est encore en forme d'écu avec « Mouvaux » écrit par-dessus un ballon de football. Le logo du MLMF garce ce ballon en haut, surmonté du nom du club sur la partie basse de la balle. Le lion est conservé, cabré vers la gauche.

Orchies-Douai Futsal (2016-2018)
Orchies Pevèle FC (2018-2020)
Mouvaux Futsal (2013-2020)
Mouvaux Lille MF (depuis 2020)

À l'image des logos, les tenues sont jaune et noir tant que le club a un lien avec la ville de Douai. Généralement, le maillot est jaune puis le short et les chaussettes noires. Lors du passage en Orchies Pévèle, le bleu devient la couleur dominante qui occupe la quasi-totalité de l'équipement, excepté des liserés blancs. Passé à Mouvaux, le bleu devient un bleu royale foncé, sur le torse d'un bleu royale classique apparait en bleu plus foncé, un très grand lion, symbole du club.
| Douai Gayant Futsal |  | Orchies-Douai Futsal |  | Orchies Pevèle FC |  | Mouvaux Lille MF |

## Structure du club

### Statut juridique et légal
Le Mouvaux Lille Métropole Futsal est fondée en 2020 en tant que club sportif, régi par la loi sur les associations établie en 1901. Le club est affilié sous le no 553352 à la Fédération française de football. Il appartient de plus à la Ligue de football des Hauts-de-France et au district des Flandres.
Les joueurs ont soit un statut bénévole, amateur ou de semi-professionnel sous contrat fédéral.

### Salles
| \| Douai Orchies Mouvaux \| Localisation successives. |
| Douai Orchies Mouvaux                                 |

En mai 2016, à la suite d'une assemblée générale extraordinaire, est acté le déménagement de l’équipe première du nouvel Orchies-Douai Futsal à la Davo Pévèle Arena d’Orchies à titre gratuit.
Début 2018, Ablak Ouafik, président du Douai Gayant futsal, refuse de remettre les pieds au complexe sportif de la résidence Gayant. Un accord entre le club et la ville d'Orchies est signé pour que l'équipe première dispute ses matchs à la Pévèle Arena, qui dispose d'une tribune de 5 000 places. Pour la saison 2019-2020, le club y évolue à chaque rencontre. Début 2020, le conseil d’administration de la société publique locale chargée de la gestion du complexe sportif décide de ne pas reconduire la convention d’occupation signée le 1er septembre 2019 liant le club à la Contact Pévèle Aréna, à la suite de ce nouveau naming.
Cela entraîne la migration du club à Mouvaux et son Espace Jean-Richmond équipé d'une tribune de 500 places.

### Aspect économique
Fin 2015, le club présente un déficit d’exploitation de 42.000 € pour un budget de 146.000 € dont 104.225 € de subventions. Des comptes plombés par une masse salariale et des frais de déplacement chiffrés à 129.000 €. « Nous avons commis des erreurs par ingénuité », reconnaît Messaoud Ferkioui, le manager général arrivé en octobre 2015 pour restructurer et professionnaliser l’association. Un projet sur cinq ans est présenté à la mairie. Quelques semaines plus tard, cette dernière suspend les subventions municipales, sur les raisons que le club possède trop de dettes et ne fait pas assez jouer de Douaisiens en équipe première.
À l'été 2016, bien que déménageant à Orchies, les aménagements permettent au club de garder une activité à Douai permet de continuer à percevoir la subvention de la ville, sensiblement identique à la saison précédente, soit environ 80.000 euros.
En octobre 2011, le président de Gayant futsal, Laouari Rezaiguia, déclare que ses joueurs « touchent une prime à la signature de 1.200 € en moyenne »  (entre 1.500 et 2.000 € d'après d'autres sources).

## Palmarès

### Titres et trophées
- Division 1
  - Vice-champion : 2020 (non-officiel), 2021 et 2022
- Division 2 (1)
  - Champion : 2019
  - Vainqueur de groupe : 2014

- Coupe de France
  - Finaliste : 2022

### Bilan par saison
| Saison                         | Championnat           | Championnat         | Championnat         | Championnat         | Championnat         | Championnat         | Championnat         | Championnat         | Championnat         | Championnat         | Championnat         | Coupe de France     |
| Saison                         | Division              | Class.              | Pts                 | M                   | V                   | N                   | D                   | Bp                  | Bc                  | Diff.               | Phase finale        | Coupe de France     |
| Douai Gayant Futsal            | Douai Gayant Futsal   | Douai Gayant Futsal | Douai Gayant Futsal | Douai Gayant Futsal | Douai Gayant Futsal | Douai Gayant Futsal | Douai Gayant Futsal | Douai Gayant Futsal | Douai Gayant Futsal | Douai Gayant Futsal | Douai Gayant Futsal | Douai Gayant Futsal |
| ------------------------------ | --------------------- | ------------------- | ------------------- | ------------------- | ------------------- | ------------------- | ------------------- | ------------------- | ------------------- | ------------------- | ------------------- | ------------------- |
| 2008-2009                      |                       |                     |                     |                     |                     |                     |                     |                     |                     |                     |                     |                     |
| 2009-2010                      |                       |                     |                     |                     |                     |                     |                     |                     |                     |                     |                     |                     |
| 2010-2011                      |                       |                     |                     |                     |                     |                     |                     |                     |                     |                     |                     |                     |
| 2011-2012                      | DH Nord-Pas-de-Calais | 1er                 |                     |                     |                     |                     |                     |                     |                     |                     |                     |                     |
| 2012-2013                      | DH Nord-Pas-de-Calais | 1er/12              |                     | 22                  |                     |                     |                     |                     |                     |                     |                     | 8e de finale        |
| 2013-2014                      | Division 2 - grp. A   | 1er/10              | 57 pts              | 18                  | 12                  | 3                   | 3                   | 124                 | 77                  | +47                 | -                   | 16e de finale       |
| 2014-2015                      | Division 1            | 2e/12               | 68 pts              | 20                  | 16                  | 1                   | 3                   | 103                 | 73                  | +30                 | Demi-finale         | Quart de finale     |
| 2015-2016                      | Division 1            | 5e/12               | 58 pts              | 22                  | 11                  | 3                   | 8                   | 102                 | 93                  | +9                  | -                   | 8e de finale        |
| Orchies-Douai Futsal           |                       |                     |                     |                     |                     |                     |                     |                     |                     |                     |                     |                     |
| 2016-2017                      | Division 1            | 12e/12              | 0 pt                | 0                   | 0                   | 0                   | 0                   | 0                   | 0                   | 0                   | -                   | 16e de finale       |
| 2017-2018                      | Division 2 - grp. A   | 8e/10               | 21 pts              | 18                  | 9                   | 6                   | 3                   | 73                  | 55                  | +18                 | -                   | Quart de finale     |
| Orchies Pevèle FC              |                       |                     |                     |                     |                     |                     |                     |                     |                     |                     |                     |                     |
| 2018-2019                      | Division 2 - grp. A   | 1er/10              | 54 pts              | 18                  | 18                  | 0                   | 0                   | 134                 | 52                  | +82                 | -                   | Quart de finale     |
| 2019-2020                      | Division 1            | 2e/12               | 33 pts              | 15                  | 10                  | 3                   | 2                   | 65                  | 38                  | +27                 | -                   | annulée             |
| Mouvaux Lille Métropole Futsal |                       |                     |                     |                     |                     |                     |                     |                     |                     |                     |                     |                     |
| 2020-2021                      | Division 1            | 2e/12               | 59 pts              | 22                  | 19                  | 2                   | 1                   | 104                 | 52                  | +52                 | -                   | non jouée           |
| 2021-2022                      | Division 1            | 2e/10               | 39 pts              | 18                  | 12                  | 3                   | 3                   | 73                  | 39                  | +34                 | -                   | finaliste           |
| 2022-2023                      | Division 1            | 4e/11               | 42 pts              | 20                  | 12                  | 5                   | 3                   | 79                  | 60                  | +19                 | Demi-finale         | Demi-finale         |

## Personnalités

### Dirigeants
| Période     | Nom               |
| ----------- | ----------------- |
| 2007 à 2014 | Laouari Rezaiguia |
| 2014-2015   | Walid Grine       |
| 2015-2016   | Rafal Gajewski    |
| 2016-2017   | Messaoud Ferkioui |
| 2017 à 2023 | Ouafik Abdelhak   |

Le premier président est Laouari Rezaiguia, fondateur et dirigeant historique du club.
En décembre 2014, Walid Grine prend la succession de Laouari Rezaïguia dans le but de pacifier les relations entre le club et la municipalité. Mais, confronté à des obligations professionnelles lui laissant peu de latitude en termes de disponibilité, il se retire dès la fin de saison 2014-2015.
Rafal Gajewski, enfant de la résidence Gayant, lui succède. L'une de ses priorités est d’équilibrer les comptes et de mettre en place un fonctionnement plus professionnel avec une répartition claire des tâches. Deux des quatre équipes seniors sont supprimées et l'effectif de Division 1 reste identique, sans arrivées de joueurs réputés. Au terme de la saison 2015-2016 qui sonne la fin du Douai Gayant futsal, le président Rafal Gajewski rend son tablier.
Durant la saison 2016-2017, le club nordiste est contraint de se séparer de ses anciens dirigeants Laouari Rezaiguia et Rafal Gajewski, à la suite de l'utilisation frauduleuse de licences de joueurs étrangers durant une partie du championnat de Division 1.
Le 17 février 2017, Ouafik Abdelhak prend la tête du Orchies-Douai Futsal, alors au bord de la relégation administrative et judiciaire. Soutenue par le Maire, le Sénateur et ancien Maire Dominique Bailly, le club change de nom et devient « Orchies Pévèle Futsal Club ». Deux ans plus tard, il est champion de Division 2 et accède à l'élite du futsal en France. Fin 2019, il déclare : « Je suis outré par le manque de considération de la mairie d’Orchies à l’égard du futsal » alors qu'il est notamment candidat, au nom de sa société, au naming de la Pévèle Arena dont il ne reçoit jamais de réponse.

### Entraîneurs
| Période         | Nom                                    |
| --------------- | -------------------------------------- |
| ? - 2011        | Mehdi Benaïssi                         |
| 2011 à 2015     | Nordine Benamrouche                    |
| 2015-2016       | Najim Feraoun                          |
| juin-sept. 2016 | Felice Mastropierro                    |
| 2016 à 2018     | Yannick Ansart                         |
| 2018-2019       | Y. Ansart et L. Diniz[réf. nécessaire] |
| août-sept. 2019 | Orlando Duarte                         |
| 2019-2020       | Najim Feraoun                          |
| 2020-2021       | Beto                                   |
| 2021-2022       | Tiago Polido                           |
| 2022-2023       | Lucas Diniz                            |

En octobre 2011, l'entraîneur de l'équipe fanion est Médhi Benaïssi. En parallèle, il est capitaine du SC Douai en football traditionnel. Le président-fondateur, Laouri Rézaïguia, se souvient : « Après une saison moyenne en 2010-2011, j'ai senti un blocage, il manquait une touche de perfectionnement au niveau de l'encadrement. J'ai profité que (sic) Nordine (Benamrouche) soit libre pour le faire venir ».
En novembre 2011, l'entraîneur le plus titrée de France, Nordine Benamrouche, s'engage avec Douai Gayant,. Deux mois après son arrivée, son bilan est des plus catégoriques : six matches, six victoires à la tête de l’équipe de division d’honneur, deuxième au classement. Associant de joueurs locaux et d'anciens de ses joueurs qu'il fait venir, Benamrouche permet à l'équipe d'être championne de DH dès mai 2012. Benamrouche quitte le club en décembre 2015, en cours de saison, pour entraîner exclusivement le club de football Roubaix-Tourcoing portugais durant un an et demi.
En septembre 2015, Najim Feraoun rejoint Douai Gayant à la recherche d'un entraîneur titulaire du brevet d'entraîneur.
À l'été 2016, Felice Mastropierro, fraîchement élu meilleur entraîneur de Division 1 pose ses valises dans le Nord à la barre de l’équipe phare du club. Mais dès fin septembre, il repart à Barcelone pour raison personnelle. Son adjoint, Najim Feraoun, démissionne, lassé par l'instabilité au sein du club.
Fin octobre 2016, Yannick Ansart arrive sur le banc douaisien et règle le problème d'obligation des diplômes du club. Lors de la saison 2018-2019, avec Lucas  comme entraîneur-joueur l'équipe remporte l'ensemble de ses dix-huit rencontres de Division 2, une première dans l’histoire du futsal en France, et remonte en D1 futsal. À la suite de ce titre de champion de D2 2018-2019, il annonce qu'il quitte Orchies et retourne au Béthune Futsal en tant que entraîneur adjoint.
En août 2019, Orlando Duarte, ancien coach du Sporting Portugal et de la sélection nationale portugaise, rejoint le club en 2019. Mais il est licencié après trois matchs de D1 2019-2020[réf. nécessaire].
Najim Feraoun, ancien responsable sportif du club, coach de Lille-Faches Futsal et adjoint à l'ACCS Futsal Club, le remplace et permet à l'équipe d'être deuxième à l'arrêt du championnat en mars 2020.
Feraoun reste au club la saison suivante, en tant que directeur technique et entraîneur adjoint. Le Brésilien de soixante ans, Carlos Alberto de Siqueira Lima Aranha alias « Beto » arrive à la tête de l'équipe première. Il entraîne auparavant le club russe de MFK Tuymen, avec qui il atteint les demi-finales de la Ligue des champions 2019-2020. Le portugais Tiago Polido (it) est à la tête de l'équipe en 2021-2022 et une nouvelle place de vice-champion.
Joueur depuis 2017 au club, le brésilien naturalisé et international belge Lucas Diniz prend sa retraite des terrains à l'été 2022 et devient entraîneur principal de l'équipe.

### Joueurs notables
Laouri Rézaïguia, président fondateur du club, se souvient : « Au départ, j'ai pris les meilleurs joueurs du Douaisis et très rapidement, nous avons franchi les étapes, du district à la Ligue pour arriver en DH ». Fin 2011, les premiers joueurs du club sont des footballeurs sur herbe pratiquant le futsal en parallèle. Cette situation donne lieu à des conflits avec les clubs de football traditionnel qui se plaignent de la fatigue de leur joueur et des répercussions de suspension, concédées en salle, sur herbe. À cela, le président Laouari Rezaiguia répond en octobre 2011 : « Je dispose d'un gros effectif avec douze joueurs de même niveau. Cela permet de faire tourner sans affaiblir l'équipe ».
À la suite de l'arrivée de Nordine Benamrouche, celui-ci fait venir d'anciens joueurs comme Mohamed El Jaroudi, Medhi Rokia, Brahim Saïdi, Mounir Khrouf, tous d'anciens internationaux,.
Pour la saison 2014-2015, l'international français Réda Rabeï rejoint Douai Gayant où il continue de se faire remarquer par des clubs de football. En 2015, il est le meilleur buteur du club en D1 futsal avec 34 buts inscrits. En janvier 2016, l'attaquant quitte le futsal pour le club de football de Wasquehal (CFA). L'équipe première est alors fortement constituée de joueurs brésiliens et la mairie reproche au club de ne pas faire assez jouer de Douaisiens en équipe première.
Lors de la saison 2019-2020, Orchies Pévèle compte dans ses rangs Fernando Leitão, international portugais à 76 reprises.
À l'été 2020, le club accueille plusieurs joueurs de renom : l'international français Kévin Ramirez, l'international Géorgien et pivot Rodrigo Fumaça, le pivot brésilien Rafael Sanna et l'ailier international portugais Edgar Varela.
En fin d'année 2020, l'international français U21 Enzo Coello signe dans le club nordiste, accompagné du retour de Jean-Marc Van Leer, ancien gardien de l'Orchies Pévèle FC. En janvier 2021, le gardien remplaçant de l'équipe de France, Joévin Durot, est prêté jusqu'à la fin de saison 2020-2021.
Pour la saison 2021-2022, deux internationaux italiens, André Fantecele et Eduardo Alano Farias (dit Dudu), le gardien international serbe Nemanja Momčilović, et le Brésilien Walex Raimundo Santos renforcent l'équipe mouvalloise désormais entraînée par le Portugais Tiago Polido.

## Autres équipes
Au terme de la saison 2019-2020, l'équipe réserve du Orchies-Pevèle FC accède en Régional 2, niveau de l'équipe fanion du Mouvaux Futsal avec qui l'OPFC fusionne.

## Supporters
Le Lion Pévèlois était la première association de supporters créer en 2019 mais les plus fidèles supporters créeront les "Indeps Orchies Futsal" en début d'année 2020. Très rapidement soutenu par le club, les Indeps seront les premiers à monter au créneau pour défendre le club au près de la mairie Orchésienne, via de multiples actions. À la suite de la délocalisation du club, l'association devient "Indeps Mouvaux futsal" et sera la seule association de supporters à suivre leur club à Mouvaux. Dès le 1er match de la saison 2020-2021 les "IMF" dévoilent leur Bâche et leur nouveau logo, pleins de symboles historique de la ville mouvalloise, c'est le seul groupe de supporters du club. L'association cessera officiellement en Septembre 2023.